# Drwalew (gromada w powiecie grójeckim)
Drwalew – dawna gromada, czyli najmniejsza jednostka podziału terytorialnego Polskiej Rzeczypospolitej Ludowej w latach 1954–1972.
Gromady, z gromadzkimi radami narodowymi (GRN) jako organami władzy najniższego stopnia na wsi, funkcjonowały od reformy reorganizującej administrację wiejską przeprowadzonej jesienią 1954 do momentu ich zniesienia z dniem 1 stycznia 1973, tym samym wypierając organizację gminną w latach 1954–1972.
Gromadę Drwalew z siedzibą GRN w Drwalewie utworzono – jako jedną z 8759 gromad – w powiecie grójeckim w woj. warszawskim, na mocy uchwały nr VI/10/5/54 WRN w Warszawie z dnia 5 października 1954. W skład jednostki weszły obszary dotychczasowych gromad Adamów, Barcice, Drwalew, Drwalewice, Kukały, Marianów, Milanów, Ostrowiec, Pieczyska, Wola Kukalska, Wola Żyrowska i Żyrów ze zniesionej gminy Drwalew w tymże powiecie. Dla gromady ustalono 23 członków gromadzkiej rady narodowej.
31 grudnia 1959 do gromady Drwalew przyłączono wsie Przyłom i Sikuty ze znoszonej gromady Miedzechów oraz wsie Budziszyn, Franciszków i Pawłówka ze znoszonej gromady Budziszynek w tymże powiecie.
Gromada przetrwała do końca 1972 roku, czyli do kolejnej reformy gminnej.